# Heinrich Friedrich Füger
Heinrich Friedrich Füger (Heilbronn, 8 dicembre 1751 – Vienna, 5 novembre 1818) è stato un pittore miniaturista tedesco.

## Biografia
Figlio di un pastore protestante, la sua formazione artistica si sviluppò grazie a studi da autodidatta, effettuati soprattutto tramite incisioni di Gérard Audran, ispirate dai dipinti di Le Brun.
Non ancora quattordicenne ebbe modo di perfezionare la sua preparazione alla scuola di Nicolas Guibal a Stoccarda e di Ludwigsburg, ma già l'anno successivo decise di tornare a Heilbronn per impegnarsi in un corso di studi classici e giuridici, che lo condussero a frequentare l'Università di Halle.
In tutto questo periodo, l'artista non trascurò la sua attività di miniaturista e anzi si cimentò anche nell'acquaforte.
Dal 1769 la sua arte raggiunse una piena maturità espressiva e le sue opere tendettero ad essere sempre più raffinate come dimostra il ritratto di sé stesso assieme al fratello, attualmente esposto ai Musei di Berlino.
Successivamente soggiornò a Lipsia per un approfondimento di studi eseguito assieme a A. F. Oeser, che si rivelò utile e fruttifero sia moralmente sia artisticamente.
Poi si recò a Dresda, dove realizzò le illustrazioni per il Viaggio sentimentale di Yorick e miniò i ritratti degli ambasciatori d'Inghilterra e di Svezia, ora visibili all'Accademia di Vienna.
Sir Robert Keith si interessò a lui e l'invitò a trasferirsi a Vienna nel 1774, presentandolo al cancelliere Kaunitz e all'imperatrice Maria Teresa d'Austria.
Venne accolto con tutti gli onori e assunse incarichi importanti, come quello di direttore dell'attività miniatoria della famiglia imperiale (e molti lavori di quel periodo sono conservati nella collezione privata degli Asburgo e sono visibili all'Hofmuseum di Vienna).
In seguito, la famiglia imperiale lo mandò a Roma, per un vero e proprio corso di aggiornamento artistico. Nella città capitolina si appassionò alle opere di Raffaello, di Annibale Carracci, di Domenichino, ma anche del Mengs e del David.
Durante il suo soggiorno italiano, ebbe modo di operare alla corte di Napoli e di decorare i soffitti e le pareti del Palazzo Reale di Caserta, realizzando, tra le altre, la celebre opera intitolata La scuola di Atene, composta da quattro scene allegoriche che hanno spinto i critici a formulare eventuali significati massonici correlati al ciclo.
Questa tesi sembrerebbe rafforzata dalla possibile appartenenza del pittore alla massoneria austriaca.
Difatti, una delle scene descriverebbe un rito di iniziazione basato sul disvelamento della statua della Verità, simbolo esoterico. Tra i protagonisti raffigurati nella scena si riconoscono l'artista stesso e Anton Raphael Mengs.
Dopo aver rifiutato un invito alla corte di Russia, rientrò a Vienna, dove ottenne l'incarico direttivo dell'Accademia, dal 1795 e nel 1806 quello di direzione della Galleria Belvedere.
A causa di una malattia agli occhi che indebolì la sua vista, fu costretto ad abbandonare l'attività di miniaturista, senza peraltro rinunciare totalmente all'arte: infatti si dedicò ai dipinti con tematiche storiche e alla ritrattistica, che però non raggiunsero la qualità dei suoi lavori precedenti.
Tra i suoi allievi si possono citare Gustav Philipp Zwinger, Franz Xaver Lampi e Joseph Abel.

## Opere principali
- Principe Nikolai Yusupov, 1783, San Pietroburgo, Ermitage;
- Marie Thérèse di Bourbon, 1783, San Pietroburgo, Ermitage;
- Elisabeth Wilhelmine di Württemberg, 1788, Vienna, Österreichische Galerie Belvedere;
- Il virtuoso pianista Gottlieb Christian Füger, fratello dell'artista, 1789, Vienna, Österreichische Galerie Belvedere;
- Marie Louise, imperatrice d'Austria, 1790, Washington, Metropolitan Museum of Art;
- Antigone e Stratonice, 1790, Stoccarda, Staatsgalerie;
- Autoritratto, 1790, Kiel, Kunsthalle;
- Morte di Didone, 1792, San Pietroburgo, Ermitage;
- Johann Nepomuk Hunczovsky, 1794, Vienna, Österreichische Galerie Belvedere;
- Heinrich Fuger, figlio dell'artista, 1796, Vienna, Accademia di belle arti;
- L'attrice Josefa Hortensia Füger, la moglie dell'artista, 1797, Vienna, Österreichische Galerie Belvedere;
- Franz Joseph Graf Saurau, 1797, Vienna, Österreichische Galerie Belvedere;
- Apoteosi dell'arciduca Carlo d'Asburgo-Teschen incoronato come il salvatore della Germania, 1800, Vienna, Heeresgeschichtliches Museum;
- János Batsányi, 1808, Budapest, Museo nazionale ungherese;
- Esecuzione di una vestale, 1815, San Pietroburgo, Ermitage;
- Prometeo porta agli uomini il fuoco, 1817, Vienna, Liechtenstein Museum;
- L'omicidio di Cesare, Vienna, Österreichische Galerie Belvedere;
- La morte di Caligola,  Vienna, Accademia di belle arti;
- Autoritratto, Vienna, Accademia di belle arti;
- La morte di Virginia, Vienna, Accademia di belle arti;
- Ritratto di Franz Zauner, Vienna, Accademia di belle arti.